# Banchus minor
Banchus minor är en stekelart som beskrevs av Henry Keith Townes, Jr. 1978. Banchus minor ingår i släktet Banchus och familjen brokparasitsteklar. Inga underarter finns listade.